# Teacher's Pet (série de televisão)
Teacher's Pet (O Cãozinho Esperto no Brasil e Este Cão é Um Craque em Portugal) é uma série estadunidense de desenhos animados da Disney sobre um cachorro que vive como um menino pequeno. Criada por Gary Baseman, Bill Steinkellner e Cheri Steinkellner e dirigida por Timothy Björklund. Com transmissão pela ABC e mais tarde pela Toon Disney, uma versão do filme foi lançada em 2004. A série foi exibida entre 2000 e 2002. A exibição foi influenciada pelo cachorro de Gary Baseman, Hubcaps. Ele questionaria o que o cachorro faria enquanto ele se foi. Ele fez esta exibição em honra de Hubcaps, que morreu em 2002.
No Brasil, foi exibido pelo Disney Channel entre 2001 a 2005 e depois disso, nunca mais foi exibida no Brasil. Não se sabe se o filme foi lançado ou exibido no Brasil.
Em Portugal, foi exibido pelo Disney Channel entre 2002 e 2003.